# Текуча (притока Синюхи)
 Текуча — річка в Україні у Вільшанському районі Кіровоградської області. Права притока річки Синюхи (басейн Південного Бугу).

## Опис
Довжина річки приблизно 14,41 км, найкоротша відстань між витоком і гирлом — 12,53  км, коефіцієнт звивистості річки — 1,15 . Формується багатьма безіменними струмками та загатами.

## Розташування
Бере початок на північно-західній околиці села Дорожинка і тече через нього. Далі тече переважно на південний схід через села Березову Балку, Йосипівку, Степанівку і у селищі Вільшанка впадає у річку Синюху, ліву притоку Південного Бугу.
Населені пункти вздовж берегової смуги: Владиславка.

## Цікаві факти
- На правому березі річки пролягає автошлях Т 1208[3] (автомобільний шлях територіального значення в Кіровоградській області. Проходить територією Голованівського, Вільшанського та Добровеличківського районів через Пушкове — Вільшанку — Добровеличківку. Загальна довжина — 51,6 км.).
- У XX столітті на річці існували молочно-тваринні ферми (МТФ), газгольдери та газові свердловини[2], а у XIX столітті — водяні та вітряні млини[1].